# Eleições europeias em Portugal
As eleições parlamentares europeias em Portugal, também designadas de eleições para o Parlamento Europeu ou eleições europeias são as eleições que elegem os 21 eurodeputados para a Parlamento Europeu, câmara legislativa da União Europeia e uma das suas sete instituições. Os deputados ao Parlamento Europeu (também conhecidos por eurodeputados) são eleitos no seu todo a cada cinco anos por sufrágio universal. Portugal aderiu à Comunidade Económica Europeia (CEE, hoje União Europeia — UE) a 1 de janeiro de 1986, depois de em 12 de junho de 1985 ter assinado o tratado de adesão à CEE.
Portugal elegeu pela primeira vez deputados ao Parlamento Europeu em 1987. Atualmente, Portugal é representado por 21 eurodeputados eleitos num único círculo plurinominal.
Portugal participou nas seguintes eleições para o Parlamento Europeu:
1987 • 1989 • 1994 • 1999 • 2004 • 2009 • 2014 • 2019 • 2024